# Freadelpha
Freadelpha – rodzaj chrząszczy z rodziny kózkowatych i podrodziny Zgrzypikowych. 

## Zasięg występowania
Przedstawiciele tego rodzaju występują w Afryce.

## Systematyka
Do Freadelpha zaliczanych jest 8 gatunków:
- Freadelpha breuningi
- Freadelpha chloroleuca
- Freadelpha cinerea
- Freadelpha coronata
- Freadelpha eremita
- Freadelpha picta
- Freadelpha principalis
- Freadelpha rex

## Przypisy

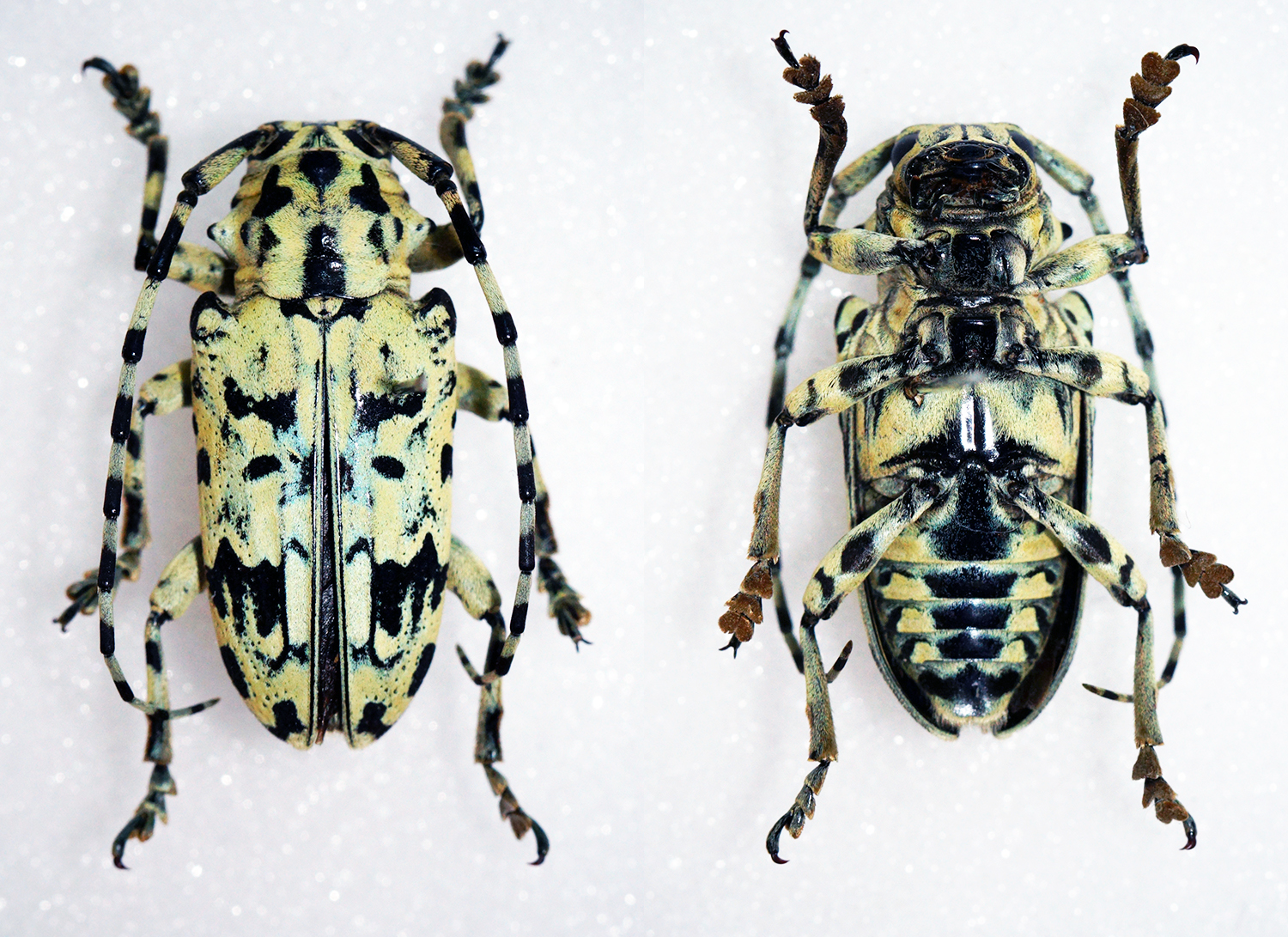
Freadelpha eremita spp. gabonensis